# Henning Heske
Henning Heske (* 20. März 1960 in Düsseldorf) ist ein deutscher Lyriker, Essayist und Kinder- und Jugendbuchautor.

## Leben und Werk
Heske studierte Mathematik, Geographie und Germanistik an der Universität Düsseldorf. Dort wurde er 1988 mit einer Arbeit über den Erdkundeunterricht im Nationalsozialismus zum Dr. phil. promoviert. Er veröffentlichte Kinder- und Jugendbücher, Essays sowie mehrere Gedichtbände, von denen in konzeptioneller Hinsicht vor allem Ereignishorizonte (2003) und Wegintegrale (2006) hervorzuheben sind. Seine Gedichte sind der Postmoderne zuzuordnen. Thematisch nähern sie sich immer wieder mit intertextuellen Bezügen und der Verwendung von Fachsprache dem Grenzbereich von Natur und Kultur, den Bruchzonen von Wissenschaft und Kunst. Einige seiner Gedichte wurden ins Albanische übersetzt.
Als Vorsitzender der Bezirksgruppe Niederrhein im Verband deutscher Schriftsteller initiierte er 1992 die Verleihung des Niederrheinischen Literaturpreises. Seit 2001 verfasst er Beiträge für die von Marcel Reich-Ranicki begründete Frankfurter Anthologie. 2006 veröffentlichte er unter dem Titel Fausts Phiole eine Sammlung von Essays über Poesie und Wissenschaft. 2009 erschien das Fußball-Buch In der Arena, dem zwei weitere Bände aus der Serie „Leben mit Fortuna Düsseldorf“ folgten. Heske publizierte zudem zahlreiche wissenschaftliche Aufsätze zur Geographie, zur Mathematikdidaktik und insbesondere zur deutschsprachigen Lyrik.
Der Autor lebt in Krefeld, wo er von 2013 bis 2019 im Niederrheinischen Literaturhaus die Reihe „1 Gedicht und mehr“ moderierte. Zudem kuratierte er gemeinsam mit Thomas Hoeps 2021 das Lyrikfestival „Lyrik macht Stadt“, das große Beachtung fand. Nach dem Zeitraum 1992–1996 ist er seit 2015 erneut Mitglied der Jury des Niederrheinischen Literaturpreises. Heske ist verheiratet und Vater zweier Töchter.

## Auszeichnungen
- 1983 Zweiter Preis des Nordrhein-Westfälischen Autorentreffens in der Sparte Kinderliteratur
- 1986–1988 Graduiertenstipendium des Landes Nordrhein-Westfalen
- 1990 Postdoktorandenstipendium der Deutschen Forschungsgemeinschaft (nicht angetreten)

## Werke
- Der seltsame Schatz der Schildkröteninsel, Kinderbuch. Weichert Verlag, Hannover 1986, ISBN 3-483-01268-0
- Eisbärensommer. Prosagedicht. Verlag Gilles & Francke, Duisburg 1986, ISBN 3-925348-02-6
- Als Hrsg.: Ernte-Dank? Landwirtschaft zwischen Agrobusiness, Gentechnik u. traditionellem Landbau, Focus Verlag, Gießen 1987, ISBN 3-88349-350-3
- Lireillas Badewannenparties, Kinderbuch. Metta-Kinau-Verlag, Hamburg 1988, ISBN 3-920641-30-2
- … und morgen die ganze Welt – Erdkundeunterricht im Nationalsozialismus. Focus Verlag, Gießen 1988 (zugleich Diss. Universität Düsseldorf 1988), ISBN 3-88349-363-5
- Hafenreste. Gedichte. Sassafras Verlag, Krefeld 1990, ISBN 3-922690-38-6
- Die rätselhafte Sieben, Kinderbuch. Weichert Verlag, Hannover 1992 (Neuausgabe von Der seltsame Schatz der Schildkröteninsel), ISBN 3-483-01059-9
- Ereignishorizonte. Gedichte. Lyrikedition 2000 (Buch und Media GmbH), München 2003, ISBN 3-935877-76-5
- Goethe und Grünbein, Aufsätze zur Literatur. Bernstein-Verlag, Bonn 2004, ISBN 3-9808198-5-X
- Garbenfelder. Gedichte 1980–1995. docupoint Verlag, Magdeburg 2005, ISBN 3-938142-59-6
- Wegintegrale. Gedichte. Lyrikedition 2000 (Buch und Media GmbH), München 2006, ISBN 3-86520-194-6
- Fausts Phiole. Über Poesie und Wissenschaft. Bernstein-Verlag, Bonn 2006, ISBN 3-9809762-3-8
- In der Arena. Leben mit Fortuna Düsseldorf. Agon Sportverlag, Kassel 2009, ISBN 978-3-89784-359-2
- Repression und Religion, Natur und Natürlichkeit. Aspekte deutschsprachiger Gegenwartslyrik. Bernstein-Verlag, Bonn 2009, ISBN 978-3-939431-26-8
- Die Sache mit Hogwarts und den Vampiren. Über Kinder- und Jugendliteratur. Books on Demand GmbH, Norderstedt 2010, ISBN 978-3-8391-8025-9
- Rotverschiebung. Gedichte. Verlag im Proberaum 3, Klingenberg 2010, ISBN 978-3-941296-22-0
- Molly, Ricky und der Quälgeist. Verlag tredition, Hamburg 2013, ISBN 978-3-8491-9206-8
- Fensterschau. Gedichtinterpretationen nordrhein-westfälischer Autorinnen und Autoren. Edition Virgines, Düsseldorf 2018, ISBN 978-3-944011-71-4
- Zeitstromende. Ausgewählte Gedichte. Verlag tredition, Hamburg 2018, ISBN 978-3-7469-4773-0